# Mesélő Nyíregyháza

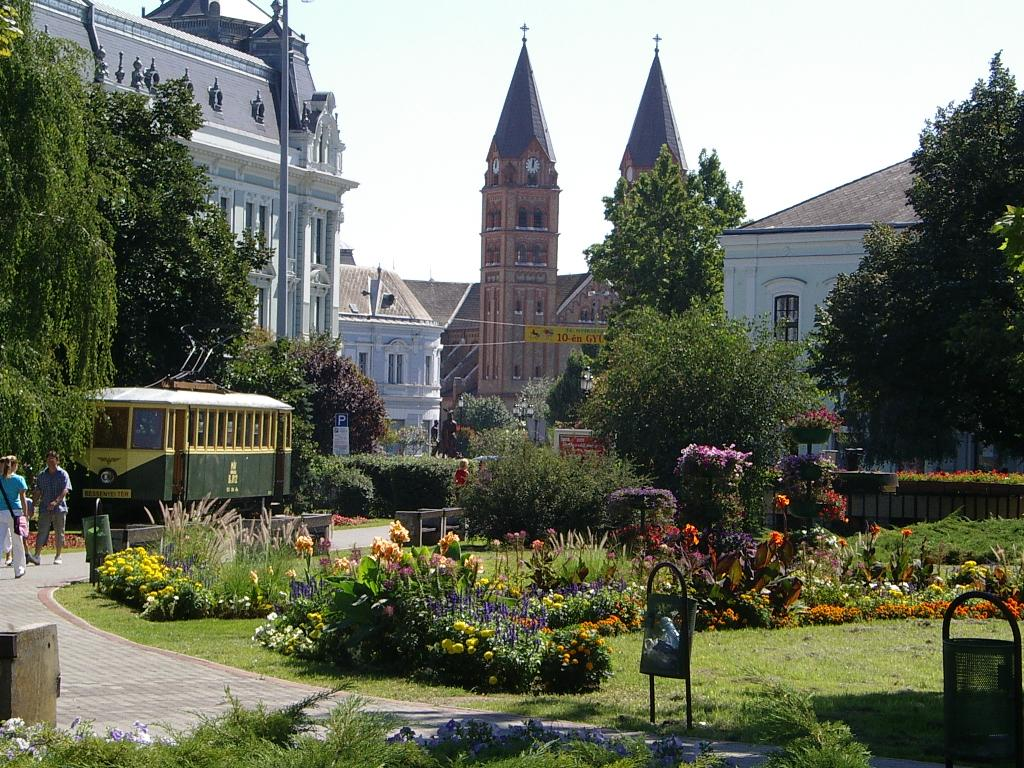
Nyíregyháza belvárosa

A Mesélő Nyíregyháza ingyenes helytörténeti kiadványsorozat, amelyet a Nyíregyházi Városvédő Egyesület rendszeresen ad ki Nyíregyháza Megyei Jogú Város Önkormányzata támogatásával. (ISSN száma nincs.) Felelős kiadója Labossa Gusztáv, az Egyesület elnöke.  
A számozott "Városvédő Füzetek" a következők:
1. Tűzoltó múzeum
2. Nyíregyházi bokortanyák
3. Lengyel menekülttábor Nyíregyházán (1939 - 1940)
4. Műemlékek Nyíregyházán
5. A két Barzó
6. Krúdy-emlékjelek és helyek Nyíregyházán
7. Út a Vigadóig
8. Nyíregyháza északi temetője a Morgó
9. Vietórisz József (1868 - 1954)
10. Benczúr Gyula és Nyíregyháza
11. A Hősök Temetője
12. A városháza (összeállította: Margócsy József, 2005)
13. A piros-ház kerámiaképei
14. Katonaélet Nyíregyházán (írta: Dr. Bene János, 2006)